# Illa del Príncep Patrick
L'illa del Príncep Patrick (en anglès Prince Patrick Island) és la més occidental de l'arxipèlag de la Reina Elisabet, als Territoris del Nord-oest (Canadà).

## Geografia

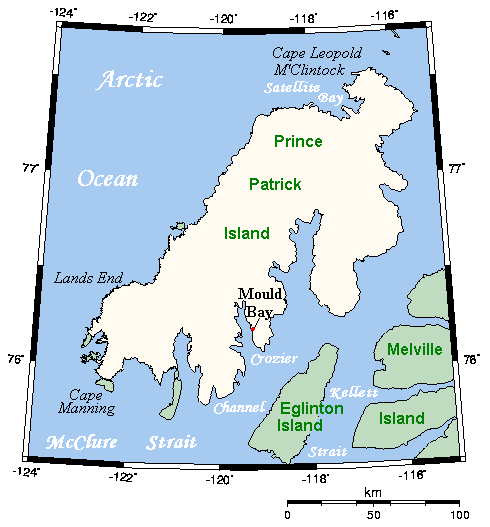
Mapa de l'illa del Príncep Patrick.

Amb els seus 15.848 km² és la 6a illa més gran de l'arxipèlag, la 14a del Canadà i la 55a més gran del món. Es troba coberta de gel durant tot l'any, sent una de les regions més inaccessibles del territori canadenc. Es troba a l'extrem exterior de l'arxipèlag i té a l'est l'illa Eglinton, l'illa de Melville i illa Emerald, i al nord-est l'illa Mackenzie King. Hi ha algunes petites illes properes, com l'illa de Fitwilliam Owen, l'illa Eight Bears i el grup de les illes Polynia.
Situada a l'entrada de l'estret de McClure, el darrer dels trams del pas del Nord-oest, l'illa té una llargada en direcció SW-NE d'uns 240 km i una amplada de 110 km.
L'alçada màxima de l'illa és de tan sols 279 m, sent una àrea sísmicament activa.

## Història
Fou explorada per primera vegada per Francis Leopold McClintock en la seva expedició a l'àrtic de 1853 i no fou batejada fins molt més tard, en honor del príncep Artur, duc de Connaught (de nom complet Arthur William Patrick), que fou governador general del Canadà de 1911 a 1916.
L'illa està deshabitada, i no se sap que mai hi hagin viscut comunitats de forma estable. El 1948, en un dels entrants de la costa sud, s'hi va obrir l'estació meteorològica àrtica de Mould Bay, una base conjunta entre el Canadà i els Estats Units, on hi treballaven de 10 a 40 persones. L'estació es va tancar el 1997 a causa de problemes pressupostaris i fou substituïda per una altra d'automatitzada, situada vora la pista d'aterratge de l'estació, de manera que es va posar fi a vora cinquanta anys d'enregistraments del temps de manera continuada. Els edificis de l'antiga estació meteorològica encara existeixen, però en un estat de ruïna que en fa impossible la reparació.